# Referendo de independência
Um referendo sobre a independência é um tipo de referendo em que os cidadãos de um território decidem se o território deve se tornar um país independente. O referendo de independência é considerada bem sucedida se os cidadãos votem a favor da independência ou mal sucedida se não o fizerem. Um referendo sobre a independência de sucesso pode ou não resultar na independência, dependendo de fatores políticos relevantes fora do território reconhecer os resultados.

## Referendos independentistas na História

### Século XIX
| Estado Proposto | Ano  | Antigo País                         | Maioria pela independência | Independência | Reconhecimento | Notas |
| --------------- | ---- | ----------------------------------- | -------------------------- | ------------- | -------------- | ----- |
| Libéria         | 1846 | American Colonization Society       | Sim                        | Sim           | Sim            |       |
| Maryland        | 1853 | Maryland State Colonization Society | Sim                        | Sim           | Sim            |       |

### Século XX
| Estado Proposto                                     | Ano  | Antigo País                    | Maioria pela independência    | Independência              | Reconhecimento                 | Notas |
| --------------------------------------------------- | ---- | ------------------------------ | ----------------------------- | -------------------------- | ------------------------------ | --- |
| Noruega                                             | 1905 | Suécia–Noruega                 | Sim                           | Sim                        | Sim                            | O referendo foi sobre que eleitores aprovaram a dissolução ratificada da união entre os dois estados constitucionais.                                                                                         |
| Islândia                                            | 1918 | Dinamarca                      | Sim                           | Sim                        | Sim                            | |
| Austrália Ocidental                                 | 1933 | Austrália                      | Sim                           | Não                        | Não                            | |
| Camboja                                             | 1945 | França                         | Sim                           | Sim                        | Sim                            | |
| Mongólia                                            | 1945 | República da China (1912–1949) | Sim                           | Sim                        | Sim                            | |
| Ilhas Faroe                                         | 1946 | Dinamarca                      | Sim                           | Não                        | Não                            | A declaração de independência foi anulada pela Dinamarca. |
| Sarre                                               | 1955 | Quarta República Francesa      | Não                           | Sim                        | Sim                            | Território posteriormente transferido para Alemanha Ocidental. |
| Camarões                                            | 1958 | Quarta República Francesa      | Não                           | Não                        | Sim                            | Referendo sobre a nova Constituição Francesa. Um voto não teria levado à independência. |
| República Centro-Africana                           | 1958 | Quarta República Francesa      | Não                           | Não                        | Sim                            | Referendo sobre a nova Constituição Francesa. Um voto não teria levado à independência. |
| Chade                                               | 1958 | Quarta República Francesa      | Não                           | Não                        | Sim                            | Referendo sobre a nova Constituição Francesa. Um voto não teria levado à independência. |
| Comores                                             | 1958 | Quarta República Francesa      | Não                           | Não                        | Sim                            | Referendo sobre a nova Constituição Francesa. Um voto não teria levado à independência. |
| República do Congo                                  | 1958 | Quarta República Francesa      | Não                           | Não                        | Sim                            | Referendo sobre a nova Constituição Francesa. Um voto não teria levado à independência. |
| Daomé                                               | 1958 | Quarta República Francesa      | Não                           | Não                        | Sim                            | Referendo sobre a nova Constituição Francesa. Um voto não teria levado à independência. |
| Djibuti                                             | 1958 | Quarta República Francesa      | Não                           | Não                        | Sim                            | Referendo sobre a nova Constituição Francesa. Um voto não teria levado à independência. |
| Polinésia Francesa                                  | 1958 | Quarta República Francesa      | Não                           | Não                        | Sim                            | Referendo sobre a nova Constituição Francesa. Um voto não teria levado à independência. |
| Gabão                                               | 1958 | Quarta República Francesa      | Não                           | Não                        | Sim                            | Referendo sobre a nova Constituição Francesa. Um voto não teria levado à independência. |
| Guiné                                               | 1958 | Quarta República Francesa      | Sim                           | Sim                        | Sim                            | Referendo sobre a nova Constituição Francesa. Um voto não teria levado à independência. |
| Costa do Marfim                                     | 1958 | Quarta República Francesa      | Não                           | Não                        | Sim                            | Referendo sobre a nova Constituição Francesa. Um voto não teria levado à independência. |
| Madagáscar                                          | 1958 | Quarta República Francesa      | Não                           | Não                        | Sim                            | Referendo sobre a nova Constituição Francesa. Um voto não teria levado à independência. |
| Mali                                                | 1958 | Quarta República Francesa      | Não                           | Não                        | Sim                            | Referendo sobre a nova Constituição Francesa. Um voto não teria levado à independência. |
| Mauritânia                                          | 1958 | Quarta República Francesa      | Não                           | Não                        | Sim                            | Referendo sobre a nova Constituição Francesa. Um voto não teria levado à independência. |
| Nova Caledônia                                      | 1958 | Quarta República Francesa      | Não                           | Não                        | Sim                            | Referendo sobre a nova Constituição Francesa. Um voto não teria levado à independência. |
| Níger                                               | 1958 | Quarta República Francesa      | Não                           | Não                        | Sim                            | Referendo sobre a nova Constituição Francesa. Um voto não teria levado à independência. |
| Saint-Pierre e Miquelon                             | 1958 | Quarta República Francesa      | Não                           | Não                        | Sim                            | Referendo sobre a nova Constituição Francesa. Um voto não teria levado à independência. |
| Senegal                                             | 1958 | Quarta República Francesa      | Não                           | Não                        | Sim                            | Referendo sobre a nova Constituição Francesa. Um voto não teria levado à independência. |
| Alto Volta                                          | 1958 | Quarta República Francesa      | Não                           | Não                        | Sim                            | Referendo sobre a nova Constituição Francesa. Um voto não teria levado à independência. |
| Samoa                                               | 1961 | Nova Zelândia                  | Sim                           | Sim                        | Sim                            | |
| Argélia                                             | 1962 | França                         | Sim                           | Sim                        | Sim                            | |
| Malta                                               | 1964 | Reino Unido                    | Sim                           | Sim                        | Sim                            | |
| Rodésia                                             | 1964 | Reino Unido                    | Sim                           | De facto                   | Não                            | A maioria da população negra não podia votar no referendo; consequentemente, o resultado foi rejeitado pelo Reino Unido e internacionalmente. Isso levou à contestada declaração de independência unilateral. |
| Djibuti                                             | 1967 | França                         | Não                           | Não                        | Sim                            | |
| Porto Rico                                          | 1967 | Estados Unidos                 | Não                           | Não                        | Sim                            | |
| República de Papua Ocidental                        | 1969 | Indonésia                      | Não                           | Não                        | Sim                            | A pergunta feita era que Papua Ocidental queria desistir de sua soberania para a Indonésia. Todos os 1.025 eleitores votaram por unanimidade "sim" por voto de mão.                                           |
| Ilhas Marianas do Norte                             | 1969 | Estados Unidos                 | Não                           | Não                        | Sim                            | Uma maioria votou pela integração com Guam. |
| Bahrein                                             | 1970 | Reino Unido                    | Sim                           | Sim                        | Sim                            | A questão era que Bahrein preferia a anexação pelo Irã ou a independência. |
| Niue                                                | 1974 | Nova Zelândia                  | Maioria para status associado | Status associado alcançado | Sim                            | O referendo foi sobre Niue deveria se tornar um Estado associado da Nova Zelândia. Este estatuto político das Ilhas Cook e de Niue é por vezes considerado como independência.                                |
| Comores                                             | 1974 | França                         | Sim                           | Sim                        | Sim                            | O país declarou independência em 6 de julho de 1975, com Mayotte permanecendo sob controle francês. |
| Protetorado das Ilhas do Pacífico das Nações Unidas | 1975 | Estados Unidos                 | Não                           | Não                        | Sim                            | Apenas os eleitores no que se tornaria o Estados Federados da Micronésia votaram pela independência. |
| Guam                                                | 1976 | Estados Unidos                 | Não                           | Não                        | Sim                            | A maioria votou por um status melhorado quo. |
| Aruba                                               | 1977 | Holanda                        | Sim                           | Não                        | Sim                            | Planos de independência total foram desmantelados em 1994. |
| Djibuti                                             | 1977 | França                         | Sim                           | Sim                        | Sim                            | |
| Nevis                                               | 1977 | São Cristóvão e Névis          | Sim                           | Não                        | Não                            | Referendo organizado pela Nevis Reformation Party, mas não reconhecido pelo governo de São Cristóvão e Névis.                                                                                                 |
| São Vicente e Granadinas                            | 1979 | Reino Unido                    | Sim                           | Sim                        | Sim                            | Referendo organizado pela Saint Vincent Labour Party sob comando de Milton Cato. |
| Quebec                                              | 1980 | Canadá                         | Não                           | Não                        | Sim                            | |
| Ciskei                                              | 1980 | África do Sul                  | Sim                           | De facto                   | Reconhecido pela África do Sul | Como outros de Bantustão, sua independência não foi reconhecida internacionalmente. |
| Guam                                                | 1982 | Estados Unidos                 | Não                           | Não                        | Sim                            | |
| Estados Federados da Micronésia                     | 1983 | Estados Unidos                 | Sim                           | Sim                        | Sim                            | Micronésia tornou-se um estado associado dos Estados Unidos. |
| Ilhas Marshall                                      | 1983 | Estados Unidos                 | Não                           | Não                        | Sim                            | |
| Palau                                               | 1983 | Estados Unidos                 | Não                           | Não                        | Sim                            | Eleitores novamente aprovaram o Pacto de Livre Associação com os Estados Unidos. |
| Palau                                               | 1984 | Estados Unidos                 | Não                           | Não                        | Sim                            | Eleitores novamente aprovaram o Pacto de Livre Associação com os Estados Unidos. |
| Ilhas Cocos (Keeling)                               | 1984 | Austrália                      | Não                           | Não                        | Sim                            | |
| Ilhas Falkland                                      | 1986 | Reino Unido                    | Não                           | Sim                        | Sim                            | |
| Nova Caledônia                                      | 1987 | França                         | Não                           | Não                        | Sim                            | |
| Eslovênia                                           | 1990 | Iugoslávia                     | Sim                           | Sim                        | Sim                            | |
| Armênia                                             | 1991 | União Soviética                | Sim                           | Sim                        | Sim                            | |
| Azerbaijão                                          | 1991 | União Soviética                | Sim                           | Sim                        | Sim                            | |
| Croácia                                             | 1991 | Iugoslávia                     | Sim                           | Sim                        | Sim                            | |
| Estónia                                             | 1991 | União Soviética                | Sim                           | Sim                        | Sim                            | |
| Geórgia                                             | 1991 | União Soviética                | Sim                           | Sim                        | Sim                            | |
| Kosovo                                              | 1991 | Iugoslávia                     | Sim                           | Não                        | Reconhecido pela Albânia       | |
| Letónia                                             | 1991 | União Soviética                | Sim                           | Sim                        | Sim                            | |
| Lituânia                                            | 1991 | URS                            | Sim                           | Sim                        | Sim                            | |
| Macedônia                                           | 1991 | Iugoslávia                     | Sim                           | Sim                        | Sim                            | A independência foi alcançada em 1993. |
| Nagorno-Karabakh                                    | 1991 | União Soviética                | Sim                           | De facto                   | Não                            | Levou à independência de facto. |
| Ucrânia                                             | 1991 | União Soviética                | Sim                           | Sim                        | Sim                            | |
| Transnístria                                        | 1991 | União Soviética                | Sim                           | De facto                   | Não                            | Levou à independência de facto. |
| Turcomenistão                                       | 1991 | União Soviética                | Sim                           | Sim                        | Sim                            | |
| Uzbequistão                                         | 1991 | União Soviética                | Sim                           | Sim                        | Sim                            | |
| Bósnia e Herzegovina                                | 1992 | Iugoslávia                     | Sim                           | Sim                        | Sim                            | |
| Montenegro                                          | 1992 | Iugoslávia                     | Não                           | Não                        | Sim                            | |
| Ossétia do Sul                                      | 1992 | Geórgia                        | Sim                           | De facto                   | Não                            | Levou à independência de facto. |
| Eritreia                                            | 1993 | Etiópia                        | Sim                           | Sim                        | Sim                            | |
| Ilhas Virgens Americanas                            | 1993 | Estados Unidos                 | Não                           | Não                        | Sim                            | |
| Porto Rico                                          | 1993 | Estados Unidos                 | Não                           | Não                        | Sim                            | |
| Curaçau                                             | 1993 | Reino dos Países Baixos        | Não                           | Não                        | Sim                            | A maioria votou pela reestruturação das Antilhas Holandesas. |
| Bonaire                                             | 1994 | Reino dos Países Baixos        | Não                           | Não                        | Sim                            | A maioria votou por manter o status quo. |
| São Martinho                                        | 1994 | Reino dos Países Baixos        | Não                           | Não                        | Sim                            | A maioria votou por manter o status quo. |
| Saba                                                | 1994 | Países Baixos                  | Não                           | Não                        | Sim                            | A maioria votou por manter o status quo. |
| Santo Eustáquio                                     | 1994 | Países Baixos                  | Não                           | Sim                        | Sim                            | A maioria votou por manter o status quo. |
| Bermudas                                            | 1995 | Reino Unido                    | Não                           | Não                        | Sim                            | |
| Quebec                                              | 1995 | Canadá                         | Não                           | Não                        | Sim                            | "Não" ganhou por 1,16%. |
| Seborga                                             | 1995 | Itália                         | Sim                           | Não                        | Não                            | Residentes votaram 304 em 4 para Independência. Considerado pela maioria como uma micronação e não um estado de de fato.                                                                                      |
| Anjouan                                             | 1997 | Comores                        | Sim                           | De facto                   | Não                            | Anjouan permaneceu de facto independente até 2001. |
| Nevis                                               | 1998 | São Cristóvão e Neves          | Sim                           | Não                        | Sim                            | 62% dos eleitores aprovaram a independência, mas uma maioria de 2/3 foi necessária. |
| Porto Rico                                          | 1998 | Estados Unidos                 | Não                           | Não                        | Sim                            | |
| Timor-Leste                                         | 1999 | Indonésia                      | Sim                           | Sim                        | Sim                            | O referendo foi organizado pela Organizações das Nações Unidas; independência foi alcançada em 2002 |

### Século XXI
| Estado Proposto | Ano  | Antigo país             | Maioria pela independência | Independência | Reconhecimento | Notas |
| --------------- | ---- | ----------------------- | -------------------------- | ------------- | -------------- | --- |
| São Martinho    | 2000 | Reino dos Países Baixos | Não                        | Não           | Sim            | A maioria votou por se tornar um país dentro do Reino dos Países Baixos.                                                                                                   |
| Bonaire         | 2004 | Países Baixos           | Não                        | Não           | Sim            | A maioria votou pela integração com os Países Baixos. |
| Saba            | 2004 | Países Baixos           | Não                        | Não           | Sim            | A maioria votou por laços constitucionais diretos com os Países Baixos. |
| Curdistão       | 2005 | Iraque                  | Sim                        | Não           | Não            | |
| Curaçau         | 2005 | Reino dos Países Baixos | Não                        | Não           | Sim            | A maioria votou para se tornar um país autônomo dentro do Reino dos Países Baixos.                                                                                         |
| Santo Eustáquio | 2005 | Países Baixos           | Não                        | Não           | Sim            | A maioria votou em permanecer nas Antilhas Neerlandesas. |
| Transnístria    | 2006 | Moldávia                | Sim                        | De facto      | Não            | |
| Montenegro      | 2006 | Sérvia e Montenegro     | Sim                        | Sim           | Sim            | |
| Ossétia do Sul  | 2006 | Geórgia                 | Sim                        | De facto      | Não            | |
| Toquelau        | 2006 | Nova Zelândia           | Sim                        | Não           | Sim            | O referendo dizia respeito à possibilidade de Toquelau se tornar um Estado associado da Nova Zelândia. 60% dos eleitores aprovaram, mas uma maioria de 2/3 era necessária. |
| Toquelau        | 2007 | Nova Zelândia           | Sim                        | Não           | Sim            | O referendo dizia respeito à possibilidade de Toquelau se tornar um Estado associado da Nova Zelândia. 60% dos eleitores aprovaram, mas uma maioria de 2/3 era necessária. |
| Kosovo          | 2008 | Sérvia                  | Sim                        | De facto      | Não            | Independência de fato alcançada com a declaração de 17 de fevereiro de 2008. 115 estados reconhecem o Kosovo como um estado soberano. A Sérvia não o reconhece.            |
| Sudão do Sul    | 2011 | Sudão                   | Sim                        | Sim           | Sim            | A independência foi alcançada em 9 de julho de 2011. |
| Porto Rico      | 2012 | Estados Unidos          | Não                        | Não           | Sim            | |

| Estado Proposto     | Ano  | Antigo país      | Maioria pela independência | Independência        | Reconhecido | Notas | Ref                         |
| ------------------- | ---- | ---------------- | -------------------------- | -------------------- | ----------- | --- | --------------------------- |
| Donetsk             | 2014 | Ucrânia          | Sim                        | De Facto             | Não         | Os resultados destes referendos procuravam legitimar a proclamação de independência de Donetsk e Lugansk da Ucrânia, em meio a uma instabilidade política no leste russófono da Ucrânia, decorrente da revolução ucraniana de 2014 formando a República Popular de Donetsk e a República Popular de Lugansk, que futuramente se juntariam e formariam o Estado Federal da Nova Rússia. | [ 2 ]                       |
| Lugansk             | 2014 | Ucrânia          | Sim                        | De Facto             | Não         | Os resultados destes referendos procuravam legitimar a proclamação de independência de Donetsk e Lugansk da Ucrânia, em meio a uma instabilidade política no leste russófono da Ucrânia, decorrente da revolução ucraniana de 2014 formando a República Popular de Donetsk e a República Popular de Lugansk, que futuramente se juntariam e formariam o Estado Federal da Nova Rússia. | [ 2 ]                       |
| Veneto              | 2014 | Itália           | Sim                        | Não                  | Não         | Referendo realizado online, e por essa razão também é conhecida como plebiscito digital. 89.1% votaram a favor da independência. | [ 3 ]                       |
| Escócia             | 2014 | Reino Unido      | Não                        | Não                  | Sim         | 55.30% votaram a contra a independência da Escócia. | [ 4 ]                       |
| Catalunha           | 2014 | Espanha          | Sim                        | Não                  | Não         | 80.76% votaram a favor da independência da Catalunha, porém o referendo não foi reconhecido. | [ 5 ]                       |
| Santo Eustáquio     | 2014 | Países Baixos    | Não                        | Não                  | Sim         | A maioria votou por mais autonomia dentro do Reino dos Países Baixos. | [ 6 ]                       |
| Sul do Brasil       | 2016 | Brasil           | Sim                        | Não                  | Não         | Referendo conhecido como Plebisul, que foi realizado no dia 1 de outubro de 2016 e teve a adesão de apenas 2.91% da população. | [ 7 ]                       |
| São Paulo           | 2016 | Brasil           | Sim                        | Não                  | Não         | Pesquisa realizada pelo movimento São Paulo Livre. 54,2% votaram a favor da independência do estado de São Paulo. | [ 8 ]                       |
| Porto Rico          | 2017 | Estados Unidos   | Não                        | Não                  | Sim         | Os eleitores tiveram que decidir entre permanecer o Estado Livre Associado, independência perante aos Estados Unidos ou se tornar um estado americano. A ampla maioria decidiu se tornar um estado americano. | [ 9 ]                       |
| Curdistão iraquiano | 2017 | Iraque           | Sim                        | Não                  | Não         | Referendo realizado em meio as tensões na região devido a presença do grupo terrorista Estado Islâmico. | [ 10 ]                      |
| Catalunha           | 2017 | Espanha          | Sim                        | Não                  | Não         | Referendo realizado pelo Parlamento Catalão com o objetivo de caso o sim vencesse declarar unilateralmente a Intependência Catalã | [ 11 ]                      |
| Sul do Brasil       | 2017 | Brasil           | Sim                        | Não                  | Não         | Segunda edição do referendo conhecido como Plebisul, que foi realizado no dia 7 de outubro de 2017 e teve a adesão de apenas 1.72% da população. | [ 12 ]                      |
| Nova Caledônia      | 2018 | França           | Não                        | Não                  | Sim         | Primeiro referendo realizado conforme o Acordo de Numeá. | [ 13 ] [ 14 ]               |
| Bougainville        | 2019 | Papua-Nova Guiné | Sim                        | Sujeito a negociação | Sim         | Realizado entre 23 de novembro e 7 de dezembro de 2019. A votação não era vinculativa e o Governo da Papua-Nova Guiné tem a palavra final sobre o que será de Bougainville quando os eleitores escolheram a independência. | [ 15 ] [ 16 ] [ 17 ] [ 18 ] |
| Nova Caledônia      | 2020 | França           | Não                        | Não                  | Sim         | Segundo referendo realizado conforme o Acordo de Numeá. | [ 19 ]                      |
| Nova Caledônia      | 2021 | França           | Não                        | Não                  | Sim         | Terceiro e último referendo realizado conforme o Acordo de Numeá. | [ 20 ]                      |

## Referendos independentistas agendados
| Estado Proposto | Data         | Antigo País                     | Reconhecido | Notas | Ref    |
| --------------- | ------------ | ------------------------------- | ----------- | --- | ------ |
| Chuuk           | Não definido | Estados Federados da Micronésia | Sim         | Estava agendado para março de 2019, mas o governo da Micronésia anunciou que a votação havia sido adiada novamente. | [ 21 ] |